# Hubert Roer
Hubert Franz Maria Roer (* 19. November 1926 in Heessen; † 17. November 2002 in Wachtberg-Villiprott) war ein deutscher Biologe, Entomologe, Fledermausforscher und Naturschützer.

## Jugend
Hubert Roer war der Sohn eines Regierungs-Oberbauinspektors und besuchte von 1933 bis 1936 die Katholische Volksschule in Hamm, anschließend ab 1937 die Graf-Adolf-von-der-Mark-Oberschule, ebenfalls in Hamm.
Auf seine Einberufungen als Flakhelfer im Februar 1943, dann zum Reichsarbeitsdienst und zum Wehrdienst, folgten ein Fronteinsatz im Osten und sowjetische Kriegsgefangenschaft bis zum 18. September 1945. Daher konnte Roer erst 1946 die Reifeprüfung ablegen.

## Berufliche Laufbahn
Nach der Abiturprüfung absolvierte Hubert Roer eine Ausbildung zum Gärtner in Münster, und ein Studium des Gartenbaus an der TH München.
1952 legte er sein Diplom mit einer Arbeit über Grenzen und Möglichkeiten des Vogelschutzes im Rahmen der biologischen Schädlingsbekämpfung ab.
Es folgte ein Doktorandenstudium an der Universität Bonn bei dem Phytomediziner Hans Blunck, für die Doktorarbeit wurde ihm ein Arbeitsplatz am Museum Koenig zur Verfügung gestellt.
1956, nach der Promotion zum Dr. agr., trat Roer mit einem Forschungsstipendium der Deutschen Forschungsgemeinschaft in das Wissenschaftler-Kollegium des Zoologischen Forschungsmuseums Alexander Koenig ein.
1959 beschloss der Direktor des Museum Koenig, Martin Eisentraut, die Zentralstelle für Fledermaus-Beringung am Museum Koenig einzurichten. Die damit verbundenen Aufgaben übertrug er Hubert Roer, zunächst finanziert durch ein Forschungsstipendium der Deutschen Forschungsgemeinschaft.
Ab 1963 war Hubert Roer als Kurator der Käfersammlung wissenschaftlicher Angestellter des Museums, betreute aber weiterhin die Zentralstelle für Fledermaus-Beringung.
Aus dieser Tätigkeit ging auch ein Rundbrief für Fledermaus-Beringer hervor, aus dem später mit der Myotis, herausgegeben vom Museum Koenig, die weltweit zweite Zeitschrift für Fledermauskunde wurde. Die Herausgabe dieser Zeitschrift oblag Hubert Roer bis 1997.
Vom 1. April 1987 bis zum 30. Juni 1989 war Hubert Roer kommissarischer Direktor des Museum Koenig.

## Wissenschaftliche Arbeit
Hubert Roers Dissertation behandelte Probleme der Insektenwanderungen, vorrangig der Schmetterlinge. Auch im Rahmen seiner folgenden Tätigkeit am Museum Koenig beschäftigte er sich mit der Erforschung von Schmetterlingswanderungen, hierzu verwendete er unter anderem Markierungen aus Aluminiumfolie auf den Flügeln der Tiere, um deren Beobachtung zu erleichtern.
Ein Schwerpunkt seiner wissenschaftlichen Arbeit war die Erforschung von Schwärzkäfern der Gattung Onymacris (Coleoptera: Tenebrionidae) aus Wüstengebieten Südwestafrikas, die wegen ihrer periodischen Wanderungen Roers Interesse gefunden haben.
Mehr als 140 wissenschaftliche Publikationen aus den Bereichen Entomologie und Fledermauskunde wurden von Hubert Roer während seines Berufslebens und danach verfasst.

## Naturschutz
Aus Hubert Roers Tätigkeit als Leiter der Beringungs-Zentrale für Fledermäuse und als Herausgeber der Myotis erwuchs eine umfangreiche Arbeit zum Schutz und Erhalt der Fledermäuse in Deutschland. Roer konnte zahlreiche bedrohte Fledermaus-Kolonien durch sein Engagement vor der Vernichtung bewahren. Auch diese Tätigkeit übte er bis in den Ruhestand aus und wurde zu einem der bedeutendsten Fledermausforscher und -schützer in Deutschland und Europa.

## Ruhestand
Nach seiner Pensionierung 1991 setzte Hubert Roer seine wissenschaftliche Arbeit als Herausgeber der Zeitschrift Myotis bis 1997 und als Autor wissenschaftlicher Veröffentlichungen fort.
Hubert Roer starb am Vormittag des 17. November 2002 in seinem Heimatort, als er Raupen des Admirals sammelte, um deren weitere Entwicklung in seinem Garten beobachten zu können.

## Ehrungen
Hubert Roer war Träger des Verdienstordens der Bundesrepublik Deutschland und des Verdienstordens des Großherzogtums Luxemburg. Zudem wurde ihm vom Landschaftsverband Rheinland der Rheinlandtaler verliehen. Mehr als zwanzig Insektenarten wurden ihm zu Ehren benannt (Liste in ).